# Piżmaczek florydzki
Piżmaczek florydzki (Neofiber alleni) – gatunek gryzonia z podrodziny karczowników (Arvicolinae) w obrębie rodziny chomikowatych (Cricetidae), jedyny żyjący przedstawiciel rodzaju piżmaczek (Neofiber). Piżmaczek florydzki występuje na Florydzie i na południowo-wschodnich krańcach stanu Georgia. Międzynarodowa Unia Ochrony Przyrody (IUCN) wymienia Neofiber alleni w Czerwonej księdze gatunków zagrożonych jako gatunek najmniejszej troski (LC – least concern). Neofiber alleni obejmuje 4 podgatunki.

## Systematyka
Gatunek po raz pierwszy zgodnie z zasadami nazewnictwa binominalnego opisał w 1884 roku amerykański biolog Frederick William True nadając mu nazwę Neofiber alleni. Opis ukazał się w czasopiśmie „Science” wydawanym przez American Association for the Advancement of Science. Holotyp pochodził z Georgiany, w hrabstwie Brevard, we Florydzie, w Stanach Zjednoczonych. 
Autorzy Handbook of the Mammals of the World oraz Illustrated Checklist of the Mammals of the World rozpoznają cztery podgatunki.

### Etymologia
- Neofiber: gr. νεος neos „nowy”; rodzaj Fiber Duméril, 1806 (bóbr)[12].
- alleni: dr Joel Asaph Allen (1838–1921), amerykański zoolog (teriologia i ornitologia), prezydent założyciel American Ornithologists’ Union w 1883 roku, kurator Amerykańskiego Muzeum Historii Naturalnej w latach 1885–1921[13][14].
- apalachicolae: Apalachicola, Floryda, Stany Zjednoczone[4].
- nigrescens: łac. nigrescens, nigrescentis „czarniawy”, od nigrescere „stać się czarnym”, od niger „czarny”[14].
- struix: łac. struix, struicis „sterta, stos, masa rzeczy”; w aluzji do domów w kształcie kopuły, które piżmaczki florydzkie budują z różnych materiałów roślinnych[15]

## Nazewnictwo
W wydanej w 2015 roku przez Muzeum i Instytut Zoologii Polskiej Akademii Nauk publikacji „Polskie nazewnictwo ssaków świata” dla rodzaju Neofiber zaproponowano polską nazwę piżmaczek, a dla gatunku Neofiber alleni nazwę piżmaczek florydzki.

## Kariotyp
Garnitur chromosomowy N. alleni tworzy 26 par chromosomów (2n=52).

## Budowa ciała
Jest opisywany jako duży przedstawiciel rodziny Arvicolinae (karczowniki), jest jednak mniejszy od piżmaka amerykańskiego. Część grzbietowa piżmaczka florydzkiego jest wybarwiona na kolor ciemnobrązowy (włosy jaśniejsze u nasady i ciemnieją na końcach). Natomiast część brzuszna jest baldopłowa. Włosy na łapach są sztywne, co zwiększa powierzchnię stóp i ułatwia pływanie.
|                         | wymiar                               |
| ----------------------- | ------------------------------------ |
| długość tułowia z głową | 186–213 mm                           |
| długość ogona           | 99–168 mm                            |
| długość ucha            | 15–22 mm                             |
| długość tylnej kończyny | 40–50 mm                             |
| masa ciała              | 189–350 g (samce) 192–357 g (samice) |

## Tryb życia
Piżmaczki florydzkie mogą być aktywne przez cały rok. Wiodą półwodny tryb życia. Żyją do ok. 2 lat.

### Rozród
Po ciąży trwającej 26–29 dni, samica rodzi średnio 2 (1–4) młode.

## Rozmieszczenie geograficzne
Typowa lokalizacja: Floryda, hrabstwo Brevard, Georgiana. Piżmaczek florydzki występuje na Florydzie i na południowo-wschodnich krańcach stanu Georgia.
Zasięg występowania w zależności od podgatunku:
- N. a. alleni – zasięg: północno-wschodnia Floryda,
- N. a. apalachicolae – zasięg: północno-zachodnia część Florydy oraz południowo-wschodnie krańce stanu Georgia,
- N. a. nigrescens – centralna Floryda,
- N. a. struix – południowy kraniec półwyspu Floryda.

## Ekologia
W skład diety piżmaczka florydzkiego prawdopodobnie wchodzą nasiona, części zielone i korzenie roślin z rodzajów: grzybienie, kosaciec, tarczeń, płoczyniec, Woodwardia, a także traw takich jak: proso, chwastnica, Mariscus i Sporobolus. Piżmaczki prawdopodobnie żywią się też skorupiakami.

### Siedlisko
Piżmaczek florydzki zasiedla mokradła (15–46 cm) gęsto porośnięte trawami, w tym z gatunków Panicum hemitomon i Leersia hexandra oraz roślinami z rodzaju pontederia. Podłoże siedliska jest piaszczyste, torfowe lub miękkie. Zbiorniki są na tyle głębokie, by umożliwiały zanurzenie się w wodzie w porze suchej. Zwierzęta zasiedlają zarówno mokradła słodkowodne, jak i słonowodne. Lubią pływające maty torfowiskowe. Piżmaczki florydzkie budują także rozbudowane systemy nor, drążąc tunele w osuszonych glebach błotnych zajętych przez pola trzciny cukrowej i inne obszary rolnicze.

## Ochrona
Międzynarodowa Unia Ochrony Przyrody (IUCN) wymienia Neofiber alleni w Czerwonej księdze gatunków zagrożonych jako gatunek najmniejszej troski (LC – least concern).